# Willem Scholten (politicus)
Willem Scholten (Deventer, 1 juni 1927 – Leidschendam, 1 januari 2005) was een Nederlands econoom, ambtenaar en politicus voor de CHU en later het CDA. Hij was lid van de Tweede Kamer, staatssecretaris, minister, lid van de Raad van State, vice-president van de Raad van State en lid van het Europees Parlement. Op 1 juli 1997 werd hij benoemd tot Minister van staat.

## Leven en carrière
Na de hbs studeerde hij van 1945 tot 1950 aan de Rijksbelastingacademie te Rotterdam. In 1950 ging Scholten werken als surnumerair van 's Rijks belastingen, eerst bij de inspectie in Zaandam en later in Hoogezand, Venlo en Tiel. In 1951 werd hij geplaatst op het departement van Financiën in Den Haag op de (toenmalige) afdeling Directe Belastingen.
Tijdens zijn studietijd was Scholten lid geworden van de CHU. Ook was hij in die tijd voorzitter van de afdeling Rotterdam en was hij later betrokken bij het landelijke werk van de CHJO, de jongerenvereniging van de CHU. Ook was hij een periode landelijk voorzitter van de Politieke Jongeren Contact Raad.

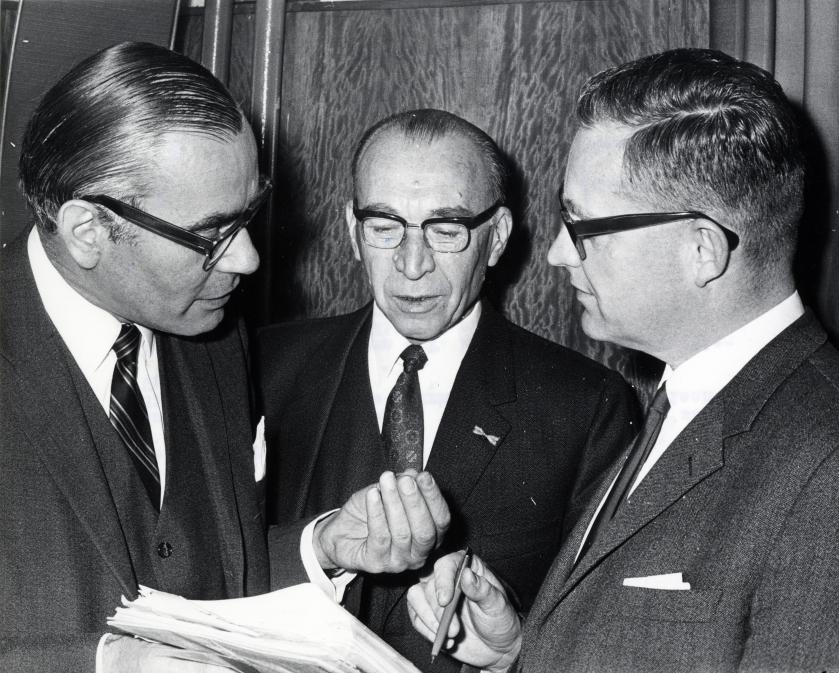
Jur Mellema (links), Hendrik Kikkert (midden) en Willem Scholten (rechts) tijdens een vergadering van de unieraad van de CHU in 1969

Van 1963 tot 1971 was hij voor de Christelijk-Historische Unie (CHU) lid van de Tweede Kamer. In de fractie van de CHU in de Tweede Kamer was hij belast met Fiscale Zaken en de problematiek van het midden- en kleinbedrijf. In 1965 behaalde Scholten zijn meestertitel in de fiscale studierichting aan de Universiteit van Amsterdam. In datzelfde jaar werd hij tijdelijk adjunct-secretaris en in 1966 was hij secretaris van de CHU.
Van 1971 tot 1973 was Scholten staatssecretaris van Financiën (belastingen) in de kabinetten Biesheuvel I en Biesheuvel II. Na het aftreden van het kabinet-Biesheuvel II trad Scholten opnieuw toe tot de Tweede Kamer. In deze periode was hij ook lid van het Europees Parlement.

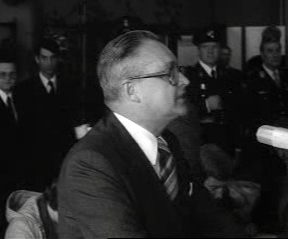
Willem Scholten spreekt in 1979 als minister tegen de kwartiermeesters die als UNIFIL-leden naar Libanon zullen vertrekken

Hij stapte in 1976 over naar de Raad van State, maar keerde na het aftreden van Roelof Kruisinga begin 1978 terug als minister van Defensie in het eerste kabinet-Van Agt Hij was in die functie medeverantwoordelijk voor het besluit kruisraketten te plaatsen in Nederland. Hij werd in 1980 zeer tegen de zin van de PvdA benoemd tot vicepresident van de Raad van State, welke functie hij vervulde tot 1997.
In zijn periode raakte de Raad van State de administratieve rechtspraak in eerste aanleg kwijt aan de rechtbanken. Met de invoering van de Algemene wet bestuursrecht op 1 januari 1994 werden de twee afdelingen rechtspraak van de Raad samengevoegd tot de Afdeling bestuursrechtspraak. Die buigt zich nu grotendeels alleen nog in hoger beroep over geschillen tussen de overheid en de burger.
Scholten speelde als informateur in 1982 een belangrijke rol bij de vorming van het kabinet-Lubbers I.
Bij zijn afscheid van de Raad van State werd Scholten op 1 juli 1997 benoemd tot Minister van Staat. Zowel wat politieke als persoonlijke opvattingen betreft, was hij behoudend. Hij overleed op 1 januari 2005 in zijn woonplaats Leidschendam.
Van juli 1997 tot december 1999 was Scholten voorzitter van de Begeleidingscommissie onderzoek financiële tegoeden WO-II in Nederland. Op 15 december 1999 verscheen het eindrapport van deze commissie.